# Récompenses des Raptors de Toronto
Les Raptors de Toronto sont une franchise de basket-ball canadienne évoluant dans la National Basketball Association. Cet article regroupe l'ensemble des récompenses des Raptors de Toronto durant les saisons NBA.

## Titres de l'équipe

### Champion NBA
Les Raptors ont gagné un titre de champion NBA : 2019.

### Champion de conférence
Ils ont remporté un titre de champion de la Conférence Est :  2019.

### Champion de division
Les Raptors ont été 7 fois champion de leur division : 2007, 2014, 2015, 2016, 2018, 2019, 2020.
Ces titres ont été obtenus au sein de la division Atlantique.

## Titres individuels

### MVP des Finales
- Kawhi Leonard – 2019

### Rookie de l'année
- Damon Stoudamire – 1996
- Vince Carter – 1999
- Scottie Barnes – 2022

### 6ehomme de l'année
- Lou Williams – 2015

### Meilleure progression de l'année
- Pascal Siakam – 2019

### Entraîneur de l'année
- Sam Mitchell – 2007
- Dwane Casey – 2018
- Nick Nurse – 2020

### Exécutif de l'année
- Bryan Colangelo – 2007

## Hall of Fame

### Joueurs
5 hommes ayant joué aux Raptors principalement, ou de façon significative pendant leur carrière ont été introduits au Basketball Hall of Fame (également appelé Naismith Memorial Basketball Hall of Fame).
| Joueur           | Activité aux Raptors | Activité aux Raptors | Hall of Fame        |
| Joueur           | Années               | Titres avec Toronto  | Année intronisation |
| ---------------- | -------------------- | -------------------- | ------------------- |
| Hakeem Olajuwon  | 2001–2001            | 0                    | 2008                |
| Tracy McGrady    | 1997–2000            | 0                    | 2017                |
| Chris Bosh       | 2003–2010            | 0                    | 2021                |
| Chauncey Billups | 1998                 | 0                    | 2024                |
| Vince Carter     | 1998–2004            | 0                    | 2024                |

### Entraineurs, managers et contributeurs
| Personnalité  | Activité aux Raptors | Activité aux Raptors | Activité aux Raptors | Hall of Fame        | Hall of Fame |
| Personnalité  | Années               | Titres avec Toronto  | Fonction             | Année intronisation | Qualité      |
| ------------- | -------------------- | -------------------- | -------------------- | ------------------- | ------------ |
| Lenny Wilkens | 2000–2003            | 0                    | entraîneur           | 1998                | entraîneur   |
| Wayne Embry   | 2006                 | 0                    | manager général      | 1999                | contributeur |

## Maillots retirés
Au départ de la saison 2019-2020, la franchise des Raptors de Toronto n'a pas retiré de maillot.

## Récompenses du All-Star Week-End

### Sélections au All-Star Game
Liste des joueurs sélectionnés pour le All-Star Game, en tant que joueur des Raptors de Toronto :
- Vince Carter (x5) – 2000, 2001, 2002, 2003, 2004
- Antonio Davis – 2001
- Chris Bosh (x5) – 2006, 2007, 2008, 2009, 2010
- DeMar DeRozan (x4) – 2014, 2016, 2017, 2018
- Kyle Lowry (x6) – 2015, 2016, 2017, 2018, 2019, 2020
- Kawhi Leonard – 2019
- Pascal Siakam (x2) – 2020, 2023
- Fred VanVleet – 2022
- Scottie Barnes – 2024

### Entraîneur au All-Star Game
- Dwane Casey – 2018
- Nick Nurse – 2020

### Vainqueur du concours de dunk
- Vince Carter – 2000
- Terrence Ross – 2013

### Vainqueur du concours à 3 points
- Jason Kapono – 2008

## Distinctions en fin d'année

### All-NBA Team

#### All-NBA Second Team
- Vince Carter – 2001
- Chris Bosh – 2007
- DeMar DeRozan – 2018
- Kawhi Leonard – 2019
- Pascal Siakam – 2020

#### All-NBA Third Team
- Vince Carter – 2000
- Kyle Lowry – 2016
- DeMar DeRozan – 2017
- Pascal Siakam – 2022

### NBA All-Defensive Team

#### NBA All-Defensive Second Team
- Kawhi Leonard – 2019
- OG Anunoby – 2023

### NBA All-Rookie Team

#### NBA All-Rookie First Team
- Damon Stoudamire – 1996
- Marcus Camby – 1997
- Vince Carter – 1999
- Morris Peterson – 2001
- Chris Bosh – 2004
- Charlie Villanueva – 2006
- Andrea Bargnani – 2007
- Jorge Garbajosa – 2007
- Scottie Barnes – 2022

#### NBA All-Rookie Second Team
- Jamario Moon – 2008
- Jonas Valančiūnas – 2013
- Terence Davis – 2020